# Boriana Stoyanova
Pour les articles homonymes, voir Stoyanova.
Boriana Stoyanova, née le 3 juillet 1968 à Sofia (Bulgarie), est une gymnaste artistique bulgare. 

## Palmarès

### Championnats du monde
- Budapest 1983
  -  médaille d'or au saut de cheval
  -  médaille de bronze au sol

### Championnats d'Europe
- Göteborg 1983
  -  médaille de bronze au sol
  -  médaille de bronze au saut de cheval